# Teerisaari, Ilomants
Teerisaari är en ö i Finland. Den ligger i sjön Pyöreä-Kelsimä och i kommunen Ilomants i den ekonomiska regionen  Joensuu ekonomiska region  och landskapet Norra Karelen, i den östra delen av landet, 400 km nordost om huvudstaden Helsingfors. Öns area är 0,3 hektar och dess största längd är 80 meter i nord-sydlig riktning.